# Empresa Nacional de Navegação Hoepcke
Empresa Nacional de Navegação Hoepcke (ENNH) foi uma empresa de navegação brasileira fundada em 1895 por Carl Hoepcke, no estado de Santa Catarina.

## Principais navios
- Max. Foi o primeiro navio de grande porte da empresa, construído na Alemanha e adquirido em 1897. Serviu principalmente na linha Florianópolis - Laguna. É ainda incerto o destino final do vapor Max. De acordo com a bibliografia consultada, o Max foi vendido para uma firma de Porto Alegre em 1961 ou 1962, que o converteu em um pesqueiro.
- Meta. Adquirido em 1905, foi construído no estaleiro AG Vulcan de Hamburgo, recebeu esse nome em homenagem a uma das filhas de Carl Hoepcke, Meta Luise Hoepcke (Florianópolis, 17 de agosto de 1877 — Florianópolis, 5 de junho de 1968).
- Anna. Adquirido em 1909, assim denominado em homenagem à segunda esposa de Carl Hoepcke, Anna Haendchen (São Pedro de Alcântara, 29 de setembro de 1851 — Florianópolis, 8 de abril de 1929).
- Carl Hoepcke. Adquirido após a morte do fundador da empresa. Foi construído em 1926 no estaleiro F. Schichau Werft GmbH, de Elbing, próximo a Danzigue (atual Gdańsk), pertencente então à Alemanha. Tinha 62,4 metros de comprimento e 10,96 metros de largura, com calado máximo de 12 pés (3,66 metros). Cumpriu seus derradeiros dias respondendo à alcunha Recreio,[1] uma boate flutuante ancorada no porto de Santos. Em 2016 peças resgatadas no navio foram reconduzidas para o Instituto Carl Hoepcke.[2]

## Estaleiro Arataca
O estaleiro foi construído em 1907 a fim de proceder à manutenção da frota. Posteriormente também prestou serviços a outras empresas. Algumas de suas edificações podiam ser vistas, abaixo da ponte Hercílio Luz, na parte insular de Florianópolis. Em 2024 a justiça catarinense determinou a demolição da estrutura, abandonada há cerca de 10 anos.